# Mega Express Three
Il Mega Express Three è un traghetto appartenente alla compagnia di navigazione Corsica Ferries - Sardinia Ferries.

## Caratteristiche
Il traghetto, spinto da quattro motori diesel Wärtsilä 12V46C, è in grado di raggiungere una velocità massima di 31,5 nodi e di trasportare un massimo di a 2100 passeggeri e 650 auto, o in alternativa 1000 metri lineari di carico merci.
Il traghetto dispone inoltre di numerosi servizi, quali un ristorante à la carte, un ristorante self-service, un negozio, un bar, una sala giochi, un casinò con slot machine, uno spazio attrezzato per bambini, una sala principale, una piscina, un solarium e 370 cabine.

## Servizio
Varato il 13 gennaio 2001 nel cantiere navale Samsung di Geoje con il nome Oceanus e consegnato il 5 luglio successivo alla Minoan Lines, prende servizio il 5 agosto nei collegamenti tra Patrasso, Igoumenitsa e Venezia, aggiungendosi al già presente gemello Prometheus.
Il 22 ottobre 2001 viene trasferito nei collegamenti tra Patrasso, Igoumenitsa ed Ancona insieme al Prometheus.
Nel maggio del 2002 viene ribattezzato Ariadne Palace I ed il 2 giugno viene trasferito nei collegamenti tra Genova, Tunisi e La Valletta sotto le insegne della Grimaldi Minoan Lines.
Nel gennaio del 2003 fa ritorno in flotta Minoan Lines.
Nel febbraio del 2003 viene venduto alla Corsica Ferries - Sardinia Ferries e, ribattezzato Ariadne Palace One, viene tuttavia noleggiato per la stagione estiva alla Minoan Lines.
Dal 13 giugno al 20 settembre opera dunque nei collegamenti tra Patrasso, Igoumenitsa, Corfù e Bari.
Nel settembre del 2003 viene trasferito nei Nuovi Cantieri Apuania di Marina di Carrara, dove viene sottoposto ad estesi lavori di ristrutturazione, durante i quali vengono aggiunte nuove cabine e vengono costruiti un self-service, una seconda sala poltone. Inoltre, viene aumentata anche la capacità di trasporto dei passeggeri.
Nel marzo del 2004 viene ribattezzato Mega Express Three ed il 10 giugno prende servizio nei collegamenti tra Livorno e Golfo Aranci, dove ha operato con regolarità nel periodo estivo fino al 2024. Nel periodo invernale opera invece a rotazione anche nelle altre rotte della compagnia, tra i porti di Tolone, Ajaccio, Bastia, Porto Vecchio, Porto Torres, Vado Ligure e Nizza.

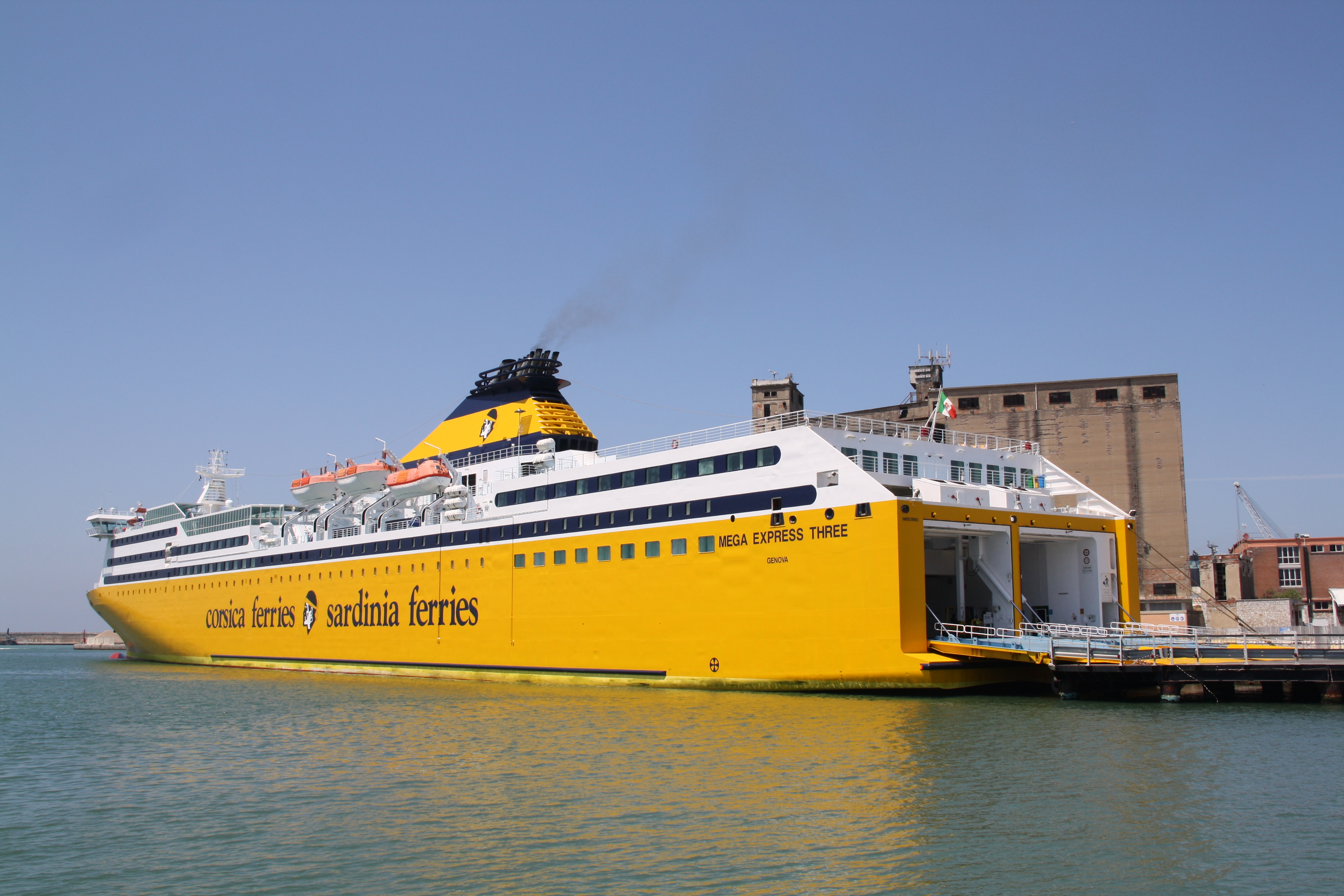
Il Mega Express Three ormeggiato a Livorno nel 2013.

Il 7 agosto 2019, durante la navigazione verso Golfo Aranci, si è svolto un incontro musicale esclusivo: il traghetto, carico di musicisti, dà l'inizio alla collaborazione tra il festival internazionale Time in Jazz e il Pedras et Sonus. 
Il 16 gennaio 2023, durante la sosta nel cantiere navale San Giorgio del Porto di Genova, viene speronato dal Bithia a causa del forte vento.
Nell'aprile del 2025, con l'assegnazione di rotte stabili ai traghetti della flotta, viene trasferito in pianta stabile nei collegamenti estivi tra Ajaccio e Tolone.

## Navi gemelle
- Zeus Palace
- Moby Tommy